# Rejon Sokułuk
Rejon Sokułuk (kirg. Сокулук району; ros. Сокулукский район) – rejon w Kirgistanie w obwodzie czujskim. W 2009 roku liczył 159 231 mieszkańców (z czego 62,6% stanowili Kirgizi, 20,5% – Rosjanie, 2,7% – Kazachowie, 1,9% – Dunganie, 1,8% – Turcy, 1,4% – Azerowie, 1,2% – Ukraińcy, 1,1% – Ujgurzy) i obejmował 40 356 gospodarstw domowych. Siedzibą administracyjną rejonu jest Sokułuk.